# Фрэнсис, Филлис
Фи́ллис Чане́з Фрэ́нсис (англ. Phyllis Chanez Francis; род. 4 мая 1992, Нью-Йорк, США) — американская легкоатлетка, специализирующаяся в спринтерском беге. Олимпийская чемпионка 2016 года в эстафете 4×400 метров.

## Биография
Во время учёбы в школе Catherine McAuley High School преимущественно бегала дистанцию 800 метров, а также была одним из лидеров в кроссе. Выступала на соревнованиях и в прыжке в высоту (личный рекорд 1,70 м).
Поступив в Орегонский университет в Юджине, серьёзно прибавила в беге на 400 метров. На первенстве США среди юниоров стала второй с личным рекордом 52,93, а на Панамериканском чемпионате среди юниоров завоевала бронзу в личном виде и золото в эстафете. Её результаты в спринте росли с каждым годом, она становилась чемпионкой страны среди студентов. Зимой 2014 года выиграла и индивидуальный титул в беге на 400 метров. Результат, показанный Филлис в манеже города Альбукерке, стал новым рекордом США в помещении — 50,46. Прежнее достижение Франсены Маккорори она улучшила на 0,08 секунды.
В 2014 году окончила университет со специализацией в сфере социальных наук. Профессиональную карьеру она начала, подписав контракт с Nike. Для тренировок Филлис переехала в Колледж-Стейшен, к Винсу Андерсону из местного Техасского университета A&M. Под его руководством ей удалось пробиться в основную сборную США. В 2015 году Фрэнсис победила на эстафетном чемпионате мира (4×400), а также помогла сборной выйти в финал мирового первенства в Пекине (в финале Филлис заменили, американки в новом составе стали вторыми).
На национальном отборе в июне 2016 года заняла второе место на 400 метров, впервые в карьере преодолев рубеж 50 секунд — 49,94. Этот успех позволил ей выступить на Олимпийских играх в Рио-де-Жанейро. В личном виде вышла в финал, где финишировала 5-й, а в эстафете завоевала звание олимпийской чемпионки. Вместе с Кортни Около, Наташей Хастингс и Эллисон Феликс они показали время 3.19,06, опередив ближайших конкуренток из Ямайки более чем на секунду.

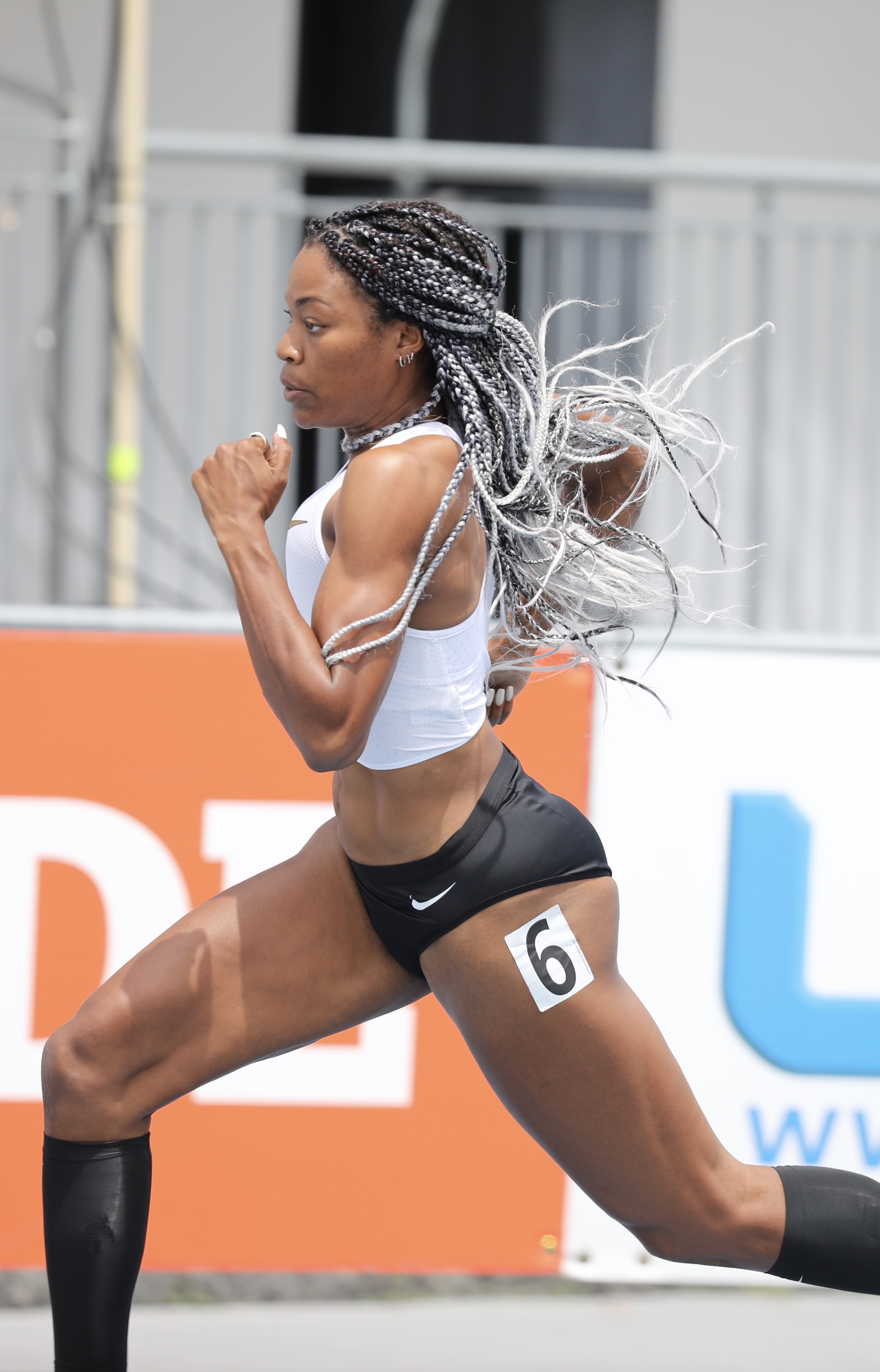
Фи́ллис Чане́з Фрэ́нсис

Сестра Филлис, Клаудия Фрэнсис, также занимается лёгкой атлетикой, выступает на дистанции 400 метров с барьерами.

## Основные результаты
| Год  | Турнир                                  | Место проведения          | Дисциплина       | Место      | Результат |
| ---- | --------------------------------------- | ------------------------- | ---------------- | ---------- | --------- |
| 2011 | Панамериканский чемпионат среди юниоров | Мирамар, США              | 400 м            | 3-е        | 53,81     |
| 2011 | Панамериканский чемпионат среди юниоров | Мирамар, США              | эстафета 4×400 м | 1-е        | 3.34,71   |
| 2015 | Чемпионат мира по эстафетам             | Нассау, Багамские Острова | эстафета 4×400 м | 1-е        | 3.19,39   |
| 2015 | Чемпионат мира                          | Пекин, Китай              | 400 м            | 7-е        | 50,51     |
| 2015 | Чемпионат мира                          | Пекин, Китай              | эстафета 4×400 м | 1-е (заб.) | 3.23,05   |
| 2016 | Олимпийские игры                        | Рио-де-Жанейро, Бразилия  | 400 м            | 5-е        | 50,41     |
| 2016 | Олимпийские игры                        | Рио-де-Жанейро, Бразилия  | эстафета 4×400 м | 1-е        | 3.19,06   |
| 2017 | Чемпионат мира                          | Лондон, Великобритания    | 400 м            | 1-е        | 49,92     |